# Personalansvarsnämnd
En personalansvarsnämnd är en partssammansatt grupp vid statliga myndigheter med uppgift att utkräva det disciplinansvar som statligt anställda åläggs i lagen om offentlig anställning.
Tjänstemän på hög nivå lyder i disciplinhänseende under Statens ansvarsnämnd.